# Хагалаз Рунеданс
„Хагалаз Рунеданс“ е германска Амбиент фолк метъл група основана през 1996 година от Андреа Хауген, съществувала до 2002 година.

## Стил
Стила е изразен в магията и духовността на Северна Европа, традициите представени в Германската митология, с женски глас.

## Дискография
Full-length
- 1998 – „The Winds that Sang of Midgard's Fate“
- 2000 – „Volven“
- 2002 – „Frigga's Web“

Single
- 1996 – „When the Trees Were Silenced“
- 2000 – „On wings of Rapture“

EP
- 1999 – „Urd – That Which Was“